# 政府登録国際観光旅館
政府登録国際観光旅館（せいふとうろくこくさいかんこうりょかん）とは、1949年（昭和24年）12月24日に施行された国際観光ホテル整備法（昭和24年12月24日法律第279号）に基づき、観光庁長官が登録を行った旅館やホテルのこと。全国に登録された旅館が1,996、ホテルが1,127ある。
下記の要件を満たしたものが承認される。
近年、本制度について総務省が登録施設から抽出した施設の実態を調査するとともにアンケートを実施した結果、約4割の施設が課された義務を遵守せず、また、約7割の施設が宿泊客が増えるメリットはないと回答したことから、2014年7月18日、同省は現状では政府登録の継続の必要性がないとして、観光庁に抜本改善を勧告した。

## 要件

### 洋室
- 机、いす、クローゼットまたはその代替品を備え、椅子式の生活とベッドでの睡眠に適していること。
- 浴室は自由にシャワーの温度を変えられること。
- トイレは水洗式かつ洋式便器であること。
- シリンダー錠（または同等の錠前）、電話機を備えていること。
- ロビーが指定面積以上であること。
- 食堂では洋食の朝食が提供でき、椅子と机があること。
- 外国語（主に英語）表記が準備されていること。
- 外国語（主に英語）が話せるスタッフを雇うこと。

### 和室
大体は上記の洋室と同様だが、次のような違いがある。
- 床の間、踏込み、クローゼットがあること。
- 適当な冷暖房設備があること。

## 登録施設
登録施設は、ホテルについては「登録ホ第XXXX号」、旅館については「登録旅第XXXX号」として観光庁によって管理されている。
最初に登録されたホテルは帝国ホテル(登録番号：登録ホ第0001号、所在地：東京都千代田区内幸町1丁目1番1号)、旅館は加茂免旅館(登録番号：登録旅第0001号、所在地：愛知県名古屋市東区白壁町4の85)である。このうち、加茂免旅館は宿泊をともなわない料亭に業態を変え旅館業を廃業したことから、2018年2月15日に登録が抹消された。現在、最も登録番号の若い旅館は常磐ホテル(登録番号：登録旅第0006号、山梨県甲府市湯村2丁目5番21号)である。
2000年頃から2008年代前半にはホテル・旅館あわせて3,000施設が政府登録されていたが、その後旅館を中心に減少し、2023年1月11日時点では2,336施設(ホテル949施設、旅館1,387施設)となっている。
| 年度 | ホテル | ホテル | ホテル | 旅館 | 旅館 | 旅館 | 全体 | 全体  | 全体 | 全体   | 備考               |
| 年度 | 登録   | 抹消   | 増減   | 登録 | 抹消 | 増減 | 登録 | 抹消  | 増減 | 登録数 | 備考               |
| ---- | ------ | ------ | ------ | ---- | ---- | ---- | ---- | ----- | ---- | ------ | ------------------ |
| 2008 | －     | －     | －     | －   | －   | －   | －   | －    | －   | 3,057  |                    |
| 2009 | －     | －     | －     | －   | －   | －   | －   | －    | －   | 2,789  |                    |
| 2010 | －     | －     | －     | －   | －   | －   | －   | －    | －   | 2,693  |                    |
| 2011 | 16     | －18   | －2    | 5    | －22 | －17 | 21   | －40  | －19 | 2,674  |                    |
| 2012 | 5      | －18   | －13   | 2    | －39 | －37 | 7    | －57  | －50 | 2,624  |                    |
| 2013 | 3      | －12   | －9    | 1    | －10 | －9  | 4    | －22  | －18 | 2,606  |                    |
| 2014 | 4      | －24   | －20   | 2    | －23 | －21 | 6    | －47  | －41 | 2,565  |                    |
| 2015 | 6      | －26   | －20   | 3    | －74 | －71 | 9    | －100 | －91 | 2,474  |                    |
| 2016 | 7      | －17   | －10   | 3    | －12 | －9  | 10   | －29  | －19 | 2,455  |                    |
| 2017 | 19     | －21   | －2    | 1    | －44 | －43 | 20   | －65  | －45 | 2,410  |                    |
| 2018 | 17     | －18   | －1    | 0    | －32 | －32 | 17   | －50  | －33 | 2,377  |                    |
| 2019 | 31     | －27   | 4      | 3    | －21 | －18 | 34   | －48  | －14 | 2,363  |                    |
| 2020 | 15     | －22   | －7    | 2    | －24 | －22 | 17   | －46  | －29 | 2,334  |                    |
| 2021 | 21     | －17   | 4      | 1    | －6  | －5  | 22   | －23  | －1  | 2,333  |                    |
| 2022 | 12     | －7    | 5      | 2    | －2  | 0    | 14   | －9   | 5    | 2,338  | 2022年12月31日現在 |